# Černá listina (film, 1984)
Černá listina (originální francouzský název Liste noire) je francouzské kriminální filmové drama režiséra Alaina Bonnota z roku 1984 o ženě, která chce pomstít nespravedlivou smrt svojí dcery, v hlavní roli s Annie Girardotovou.

## Obsazení
| Annie Girardotová   | Jeanne Dufourová   |
| Paul Crauchet       | Pierre             |
| François Marthouret | Kalinsky           |
| Bernard Brieux      | David              |
| Sandrine Dumas      | Nathalie Dufourová |
| Pascal Tedes        | Jacky              |
| Christian François  | Lucas              |
| Gérard Sergue       | Nino               |
| Jean-Paul Tribout   | Tellier            |
| Alain Halle-Halle   | Chambrion          |
| Jean-Claude Dreyfus | Mahler             |
| Tansou              | asistent           |
| Michel Aumont       | soudce             |
| Artus de Penguern   | inspektor          |
| Pascal Renwick      | inspektor          |